# Conops nitidus
Conops nitidus är en tvåvingeart som beskrevs av Krober 1915. Conops nitidus ingår i släktet Conops och familjen stekelflugor.
Artens utbredningsområde är Togo. Inga underarter finns listade i Catalogue of Life.